# Iwan Woronowicz
Iwan Grigorjewicz Woronowicz (ros. Иван Григорьевич Воронович, ur. 1904 we wsi Rowiny w guberni grodzieńskiej, zm. 1972 w Moskwie) – funkcjonariusz radzieckich organów bezpieczeństwa, pułkownik.

## Życiorys
Od września 1924 do grudnia 1930 pełnomocnik okręgowego oddziału GPU w Mozyrzu, od 1928 w WKP(b), od grudnia 1930 do lutego 1932 słuchacz Centralnej Szkoły OGPU ZSRR, później pełnomocnik Oddziału II Wydziału Tajno-Politycznego OGPU przy Radzie Komisarzy Ludowych ZSRR/Głównego Zarządu Bezpieczeństwa Państwowego. Od czerwca 1935 do kwietnia 1937 pełnomocnik operacyjny Oddziału IX Wydziału Tajno-Politycznego Głównego Zarządu Bezpieczeństwa Państwowego, od 8 grudnia 1935 porucznik bezpieczeństwa państwowego, od kwietnia 1937 do października 1938 pełnomocnik operacyjny Oddziału IX Wydziału IV Głównego Zarządu Bezpieczeństwa Państwowego/Zarządu I NKWD ZSRR, w październiku-listopadzie 1938 pełnomocnik operacyjny Oddziału XI Wydziału II Głównego Zarządu Bezpieczeństwa Państwowego. Od listopada 1938 do stycznia 1939 starszy oficer śledczy Wydziału II Głównego Zarządu Bezpieczeństwa Państwowego, od stycznia 1939 do marca 1941 starszy oficer śledczy Sekcji Śledczej NKWD ZSRR w centrali NKWD w Moskwie, od 11 kwietnia 1939 starszy porucznik bezpieczeństwa państwowego, od 14 marca do 12 sierpnia 1941 szef Oddziału VI Sekcji Śledczej NKGB ZSRR, od sierpnia 1941 do maja 1943 starszy oficer śledczy w sprawach szczególnie ważnych Sekcji Śledczej NKWD ZSRR, 11 lutego 1943 awansowany na majora. Od maja do października 1943 starszy oficer śledczy w sprawach szczególnie ważnych NKGB ZSRR, od 16 sierpnia 1943 podpułkownik, od 9 października 1943 do kwietnia 1944 zastępca szefa Sekcji Śledczej NKGB Białoruskiej SRR, od kwietnia do 25 sierpnia 1944 szef Zarządu NKGB obwodu mińskiego, w lipcu 1944 ranny, do listopada 1944 przebywał na leczeniu. Od 4 października 1944 pułkownik, od listopada 1944 do sierpnia 1945 ponownie zastępca szefa Sekcji Śledczej NKGB Białoruskiej SRR, od sierpnia 1945 do 13 września 1952 szef Zarządu NKGB/MGB obwodu poleskiego (od lipca 1948 do listopada 1949 na kursie kadry kierowniczej w Wyższej Szkole MGB ZSRR, a 1951 ukończył zaocznie Państwowy Instytut Nauczycielski w Mozyrzu), od 13 września 1952 do 31 marca 1953 szef Zarządu MGB obwodu połockiego, od 31 marca do 9 czerwca 1953 szef Zarządu MWD obwodu połockiego. Od 9 czerwca do 28 sierpnia 1953 zastępca ministra spraw wewnętrznych Białoruskiej SRR i jednocześnie szef milicji MWD Białoruskiej SRR, od 28 sierpnia 1953 do stycznia 1954 ponownie szef Zarządu MWD obwodu połockiego, od 11 maja 1954 do 29 grudnia 1956 szef Zarządu MWD obwodu witebskiego, następnie zwolniony ze służby.

## Odznaczenia
- Order Lenina (24 listopada 1950)
- Order Czerwonego Sztandaru (dwukrotnie - 3 listopada 1944 i 5 listopada 1954)
- Order Czerwonego Sztandaru Pracy (30 grudnia 1948)
- Order Wojny Ojczyźnianej I klasy (21 kwietnia 1945)
- Order „Znak Honoru” (20 września 1943)

I medale.